# Новоселье (Плюсский район)
Новосе́лье — деревня в Плюсском районе Псковской области России. Входит в состав Лядской волости.
Расположена в 11 км к югу от волостного центра Ляды и в 59 км к северо-западу от райцентра Плюсса.

## Население
| 2001 | 2002 | 2010 |
| ---- | ---- | ---- |
| 192  | ↘176 | ↘132 |

Численность населения деревни на 2000 год составляла 192 человека.

## История
Селение впервые было описано в писцовой книге дворцовых земель 7007 (1498/99) года письма Матвея Ивановича Валуева, текст которой дошёл до нашего времени в виде списка XVIII века (и неверно датирован в списке 1524 годом).

«Дер.Новоселье: во дворе Филка Иванов, во дворе Митроха Иванов, во дворе Данилка Максимов, во дворе Сидко Климов, пашни 11 коробей, сена 30 копен, полтретьи обжи.»— [РГАДА, Ф.1209, Оп.1, № 706, л.162об.] /Список XVIII века с писцовой книги за скрепами секретаря Алексея Молчанова и канцеляриста Алексея Белозерского./ Опубликовано: «Новгородские писцовые книги, изданные императорской Археографической комиссией», т.5, СПб, 1905г, ред.С.К.Богоявленский. Текст приведён по редакции данного издания.
До 1 января 2006 года деревня была центром ныне упразднённой Лосицкой волости.